# Филтриране на реклами
Филтрирането или блокирането на реклами (на английски: ad filtering и ad blocking) представлява премахване или промяна на рекламното съдържание в уеб страниците. Рекламата може да съществува под различни форми като картинки, анимации, текст или поп-ъп реклама (изскачащи прозорци). По-напредналите филтри позволяват по-ситно пресяване на рекламите, чрез свойства като: черни списъци, бели списъци и филтри за често използвани фрази. Някои функции за сигурност на браузърите също могат да блокират определени реклами.
Ползите включват по-бързо зареждане и по-чисто изглеждащи уеб страници, без реклами и нисък разход на ресурси (Интернет трафик, процесор, памет и др.) и лични ползи, придобити чрез изключване на системи за проследяване и профилиране на платформи за доставяне на реклами.

## Браузър интеграция
Почти всички съвременни браузъри имат функцията за блокиране на изскачащи прозорци. Opera, Konqueror, Maxthon 2 и Internet Explorer 8 включват също и филтриране на съдържанието, което не позволява на външни файлове като например изображения или JavaScript файлове да изскачат при зареждане на интернет прозорец. Филтрирането на съдържанието може да бъде добавено към редица браузъри с разширението Adblock Plus, към което се добавят редовно актуализирани филтър списъци. За Internet Explorer има няколко добавки като, Simple Adblock, IE7Pro, Adblock Pro и Quero, които също позволяват на потребителите временно да деблокират вече блокирано съдържание. Функцията за блокиране на елементарно съдържание, която е интегрирана в Opera не изисква никакви приставки. Google Chrome има разширения и обновения при версия 2.0, AdSweep и FlashBlock. Тези разширения са достъпни също и при: Adblock Plus и AdBlockforChrome. Друг метод за филтрирането на реклами използва CSS правилата, за да се скрият специфичните HTML и XHTML елементи.
Българските списъци за филтриране на реклами се поддържат на страницата на Adblock за българи

## Външни програми
Броят на външните приложения, предлагат рекламно филтриране като първоначална или допълнителна функция. Традиционното решение е да се персонализира HTTP прокси (или уеб прокси) за филтриране на съдържанието. Тези програми работят по кеширане и филтриране на съдържанието, преди то да се появи в браузъра на потребителя. Това дава възможност да се отстранят не само реклами, но също и съдържания, които могат да бъдат обидни, неуместни, или просто „боклуци“. Популярен прокси софтуер, който може да блокира съдържанието ефективно е: Privoxy, Squid, Proximodo, Adextinguisher, Ad Muncher, Death 2 Ads, Guidescope and Proxomitron. Основното преимущество на този метод е свободната работа без ограничение (браузер, техники на работа) и централизация на контрола (прокси може да се използва от много потребители). Най-голямата слабост е това, че прокси вижда само недоработеното съдържание и така е трудно да се борави със съдържание генерирано от JavaScript.

## Хост файл
Този метод използва факта, че повечето операционни системи съхраняват файла с IP адрес и име на домейн двойки, които се консултират от повечето браузъри, преди да се използва DNS сървър, за да се намери името на домейн. Чрез определяне на IP номер за всеки известен рекламен сървър, към потребителят се насочва трафик, предназначен за достигане на рекламен сървър на локалната машина. При провеждане на подходящ локален уеб сървър, съдържанието на рекламите може да бъде заменено с друго, което потребителя желае. Използването на подходящ локален уеб сървър позволява съдържанието на рекламите да бъде сменено с каквото потребителя пожелае.

## DNS филтриране
Рекламата може да бъде блокирана чрез използване на DNS сървър, който е конфигуриран да блокира достъпа на домейни или имена на хостове, които са за обслужване на обяви. Примери за това са AdBarricade, DNS Redirector, DNSKong и OpenDNS.

### Общите средства за реклама
- Поп-ъп реклама
- Уеб банер
- Adobe Flash